# Wymazać siebie
Wymazać siebie (ang. Boy Erased) – dramat filmowy z 2018, ekranizacja autobiograficznej powieści Garrarda Conleya pt. Boy Erased: A Memoir of Identity, Faith, and Family o homoseksualnym chłopaku, który pod naciskiem rodziców poddaje się terapii konwersyjnej. 
Film został wyreżyserowany przez Joela Edgertona, który jest również autorem scenariusza i producentem filmu. Główną rolę w filmie zagrał Lucas Hedges, a w drugoplanowe postaci wcielili się Russell Crowe i Nicole Kidman. Zdjęcia kręcono głównie w Atlancie.
Światowa premiera filmu odbyła się 1 września 2018. Obraz miał ukazać się w polskich kinach 1 marca 2019, ale dystrybucja została anulowana.

## Fabuła
Jared Eamons (Lucas Hedges), 19-letni syn pastora w kościele baptystycznym w małym amerykańskim miasteczku, zrywa z dziewczyną i w związku z tym zostaje wyoutowany przez rodziców (Nicole Kidman i Russell Crowe) jako gej. Apodyktyczni rodzice przekonują go do uczestnictwa w chrześcijańskim programie terapii gejów w ośrodku Love in Action. Jako religijny chrześcijanin Jared sam chce takiej terapii, zdając sobie sprawę, że w przeciwnym razie czeka go odrzucenie przez najbliższych, przyjaciół i kościół. W czasie trwania programu, który z jednej strony polega na absolutnej kontroli uczestników, a z drugiej – na publicznym wyznawaniu swoich grzechów, Jared przekonuje się o nieskuteczności terapii i wchodzi w konflikt z prowadzącym go „terapeutą” Victorem Sykesem (Joel Edgerton).

## Obsada
- Lucas Hedges jako Jared Eamons, syn Marshalla i Nancy
- Nicole Kidman jako Nancy Eamons, matka Jareda i żona Marshalla
- Russell Crowe jako pastor Marshall Eamons, ojciec Jareda mąż Nancy
- Joel Edgerton jako Victor Sykes, terapeuta „Love in Action” (program konwersji gejów i lesbijek)
- Madelyn Cline jako Chloe, cheerleaderka, przyjaciółka Jareda przed rozpoczęciem terapii
- Cherry Jones jako dr Muldoon
- Joe Alwyn jako Henry Wallace
- Britton Sear jako Cameron
- Flea jako Brandon[6]
- Théodore Pellerin jako Xavier
- Xavier Dolan jako Jon
- Troye Sivan jako Gary
- Emily Hinkler jako Lee
- Jesse LaTourette jako Sarah
- David Joseph Craig jako Michael

## Nagrody i nominacje
Film zdobył dwie nominacje do Złotych Globów – dla najlepszego aktora w filmie dramatycznym (Lucas Hedges) i za najlepszą piosenkę („Revelation”).